# Cerveza El Águila (equip ciclista)
L'equip Cerveza El Águila va ser un equip ciclista espanyol que competí només el 1962. Estava patrocinat per la marca del mateix nom.

## Principals resultats
- Clàssica als Ports de Guadarrama: Ginés García (1962)
- 1 etapa a la Volta a Catalunya: Ginés García (1962)

### A les grans voltes
- Volta a Espanya
  - 0 participacions

- Tour de França
  - 0 participacions

- Giro d'Itàlia
  - 0 participacions